# Khe Sanh
Khe Sanh là thị trấn huyện lỵ của huyện Hướng Hóa, tỉnh Quảng Trị, Việt Nam.
Thị trấn này cách Đông Hà 63 km về phía Tây, cách cửa khẩu Lao Bảo 20 km về phía Đông. Địa danh Khe Sanh được cả thế giới biết đến qua trận đánh Khe Sanh năm 1968 trong lịch sử chiến tranh Việt Nam. Địa danh này cũng được ví như là "Trận Điện Biên Phủ thứ hai" hay là chốn "địa ngục trần gian" theo cách nghĩ của lính Thủy quân Lục chiến Hoa Kỳ. Ngày nay, Khe Sanh được biết đến với các di tích để du lịch và tiềm năng về thương hiệu cà phê Khe Sanh.

## Địa lý

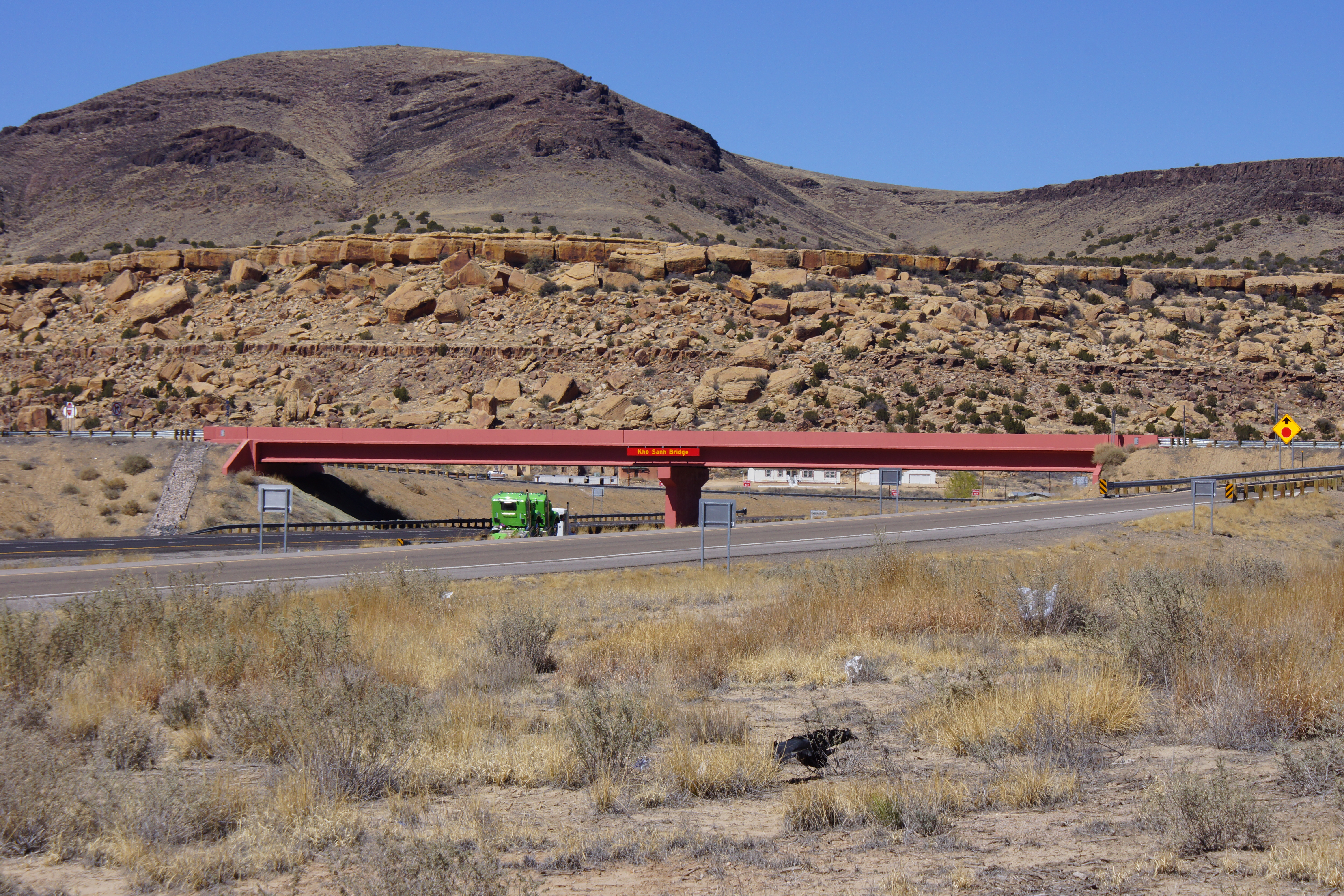
Vị trí chiến lược của Khe Sanh trong thời kỳ chiến tranh

Thị trấn Khe Sanh nằm ở trung tâm của huyện Hướng Hoá. Thị trấn Khe Sanh cách thành phố Đông Hà 63 km về phía tây, cách cửa khẩu Lao Bảo 20 km về phía đông. Với vị trí địa lý, điều kiện tự nhiên tương đối thuận lợi cộng với tiềm năng từ cửa khẩu và Khu vực khuyến khích phát triển kinh tế thương mại Đặc biệt Lao Bảo (gọi tắt là Khu thương mại Đặc biệt Lao Bảo), là đầu mối thông thương với các nước nằm trên tuyến đường xuyên á và Khu vực Miền Trung của Việt Nam. Hướng Hoá đã và đang là một trong những địa phương có vị thế đặc biệt quan trọng trong chiến lược phát triển kinh tế của tỉnh Quảng Trị. Địa thế núi rừng Hướng Hoá rất đa dạng. Núi và sông xen kẽ nhau, tạo thành địa hình chia cắt, sông suối đều bắt nguồn từ núi cao.
Khe Sanh có một vị trí chiến lược rất quan trọng trong chiến tranh, vì thế quân đội Mỹ đã thiết lập căn cứ Khe Sanh (tại Khe Sanh) với kỳ vọng sẽ ngăn chặn được sự chi viện từ miền Bắc vào miền Nam của Quân đội Nhân dân Việt Nam và sẽ cắt được đường mòn Hồ Chí Minh. Khe Sanh nằm trong một Thung lũng đất đỏ cao hơn mặt nước biển 400 m. Năm 1965-1966, Quân đội Mỹ và Quân lực Việt Nam Cộng hòa đã xây dựng Khe Sanh thành cứ điểm lớn nhất trong tuyến phòng thủ đường 9. Đây là một trong ba "mắt thần" (Khe Sanh, Làng Vây và Tà Cơn) của hàng rào điện tử McNamara. Tại Khe Sanh đã diễn ra những trận đánh lớn trong chiến dịch Đường 9 - Khe Sanh năm 1968, chiến dịch Đường 9 - Nam Lào năm 1971.

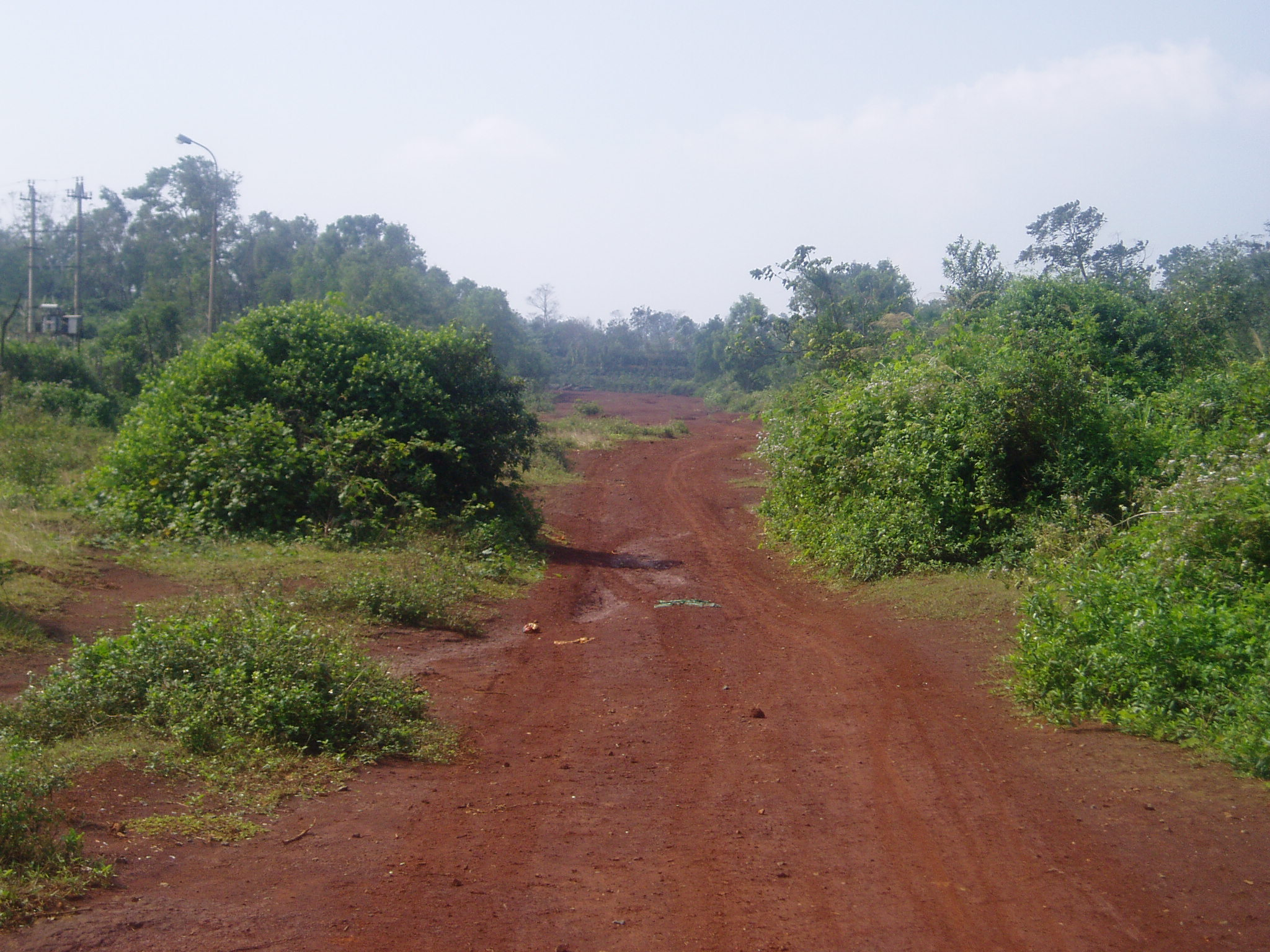
Một con đường đất đỏ ở Khe Sanh trong thời kỳ chiến tranh Việt Nam

Đất đai chủ yếu có hai loại gồm cát pha và đất đỏ bazan, thuận lợi cho việc phát triển nông-lâm nghiệp. Tài nguyên rừng và khoáng sản phong phú, có tiềm năng khai thác lâu dài. Nguồn nước dồi dào từ những con sông: Sê Păng Hiêng, Sê Pôn, Rào Quán và hệ thống ao hồ, hàng trăm con suối, khe nhỏ, nước ngầm, đáp ứng nhu cầu sinh hoạt và sản xuất của nhân dân. Đặc biệt, công trình Thủy lợi-Thủy điện Quảng Trị trên sông Rào Quán giá trị đầu tư trên 2000 tỷ đồng đã hoàn thành cung cấp điện cho Quảng Trị và hoà vào mạng lới điện Quốc gia với công Suất 64MW. Ngoài ra, công trình thủy điện Hạ Rào Quán và thủy điện La La đang xây dựng để tạo điều kiện phát triển điện lưới trên địa bàn huyện nói riêng và tỉnh nhà nói chung, đồng thời tưới tiêu phục vụ sản xuất nông nghiệp tại huyện.

### Khí hậu
Khí hậu mang những nét điển hình của khí hậu nhiệt đới - gió mùa, quanh năm nóng ẩm, nhiệt độ trung bình năm 22 độ C, lượng mưa bình quân 2.262 mm/năm. Có thể chia ra 3 tiểu vùng khí hậu mạng những sắc thái khác nhau: Tiểu vùng khí hậu Đông Trường Sơn: gồm các xã nằm phía Bắc của huyện (Hướng Lập, Hướng Việt, Hướng Sơn, Hướng Linh), đây là vùng chịu ảnh hưởng rỏ nét của nhiệt đới gió mùa Đông Bắc. Nền nhiệt tăng cao vào mùa nóng và chịu ảnh hưởng của gió mùa tây nam khô nóng, nhiệt độ bình quân cả năm tương đối cao (24,9 độ C). Tiểu vùng khí hậu chuyển tiếp (giáp các xã Hướng Phùng, Hướng Tân, Tân Hợp, Tân Liên, Tân Lập, Húc, thị trấn Khe Sanh). Là vùng chịu ảnh hưởng của chế độ khí hậu giao thoa giữa Đông và Tây Trường Sơn. Nền khí hậu tương đối ôn hoà trong năm, mang sắc thái á nhiệt đới, nhiệt độ bình quân cả năm là 22 độ C.
Đặc biệt, thị trấn Khe Sanh nằm ở giữa đỉnh Trường Sơn nên có khí hậu khá lý tưởng, là lợi thế cho phát triển du lịch và nghỉ dưỡng. Tiểu vùng khí hậu Tây Trường Sơn: còn lại nằm ở phía Tây nam của huyện. Là vùng chịu ảnh hưởng rõ nét của chế độ khí hậu nhiệt đới với nền nhiệt cao hầu như quanh năm, nhiệt độ trung bình năm là 25,3 độC. Các tiểu vùng khí hậu đã tạo cho huyện Hướng Hoá là vùng có tài nguyên khí hậu đa dạng, đây thực sự là một trong những thế mạnh để phát triển nội lực và thu hút đầu tư vào địa bàn.

## Hành chính
Thị trấn Khe Sanh được chia thành 8 khối: 1, 2, 3A, 3B, 4, 5, 6, 7.

## Lịch sử
Khe Sanh có một vị trí chiến lược rất quan trọng trong chiến tranh, vì thế quân đội Mỹ đã thiết lập căn cứ Khe Sanh (tại Khe Sanh) với kỳ vọng sẽ ngăn chặn được sự chi viện từ miền Bắc vào miền Nam của Quân đội Nhân dân Việt Nam và sẽ cắt được đường mòn Hồ Chí Minh. Khe Sanh nằm trong một Thung lũng đất đỏ cao hơn mặt nước biển 400 m. Năm 1965-1966, Quân đội Mỹ và Quân lực Việt Nam Cộng hòa đã xây dựng Khe Sanh thành cứ điểm lớn nhất trong tuyến phòng thủ đường 9. Đây là một trong ba "mắt thần" (Khe Sanh, Làng Vây và Tà Cơn) của hàng rào điện tử McNamara.
Khe Sanh được biết đến nhiều qua thời kỳ chiến tranh Việt Nam, ở đây có Hàng rào điện tử MCNamara, chiến dịch đường 9-khe sanh: Địa danh này được biết đến với hệ thống hàng rào điện tử McNamara-hệ thống các phương tiện điện tử phát hiện các thâm nhập được quân đội Mỹ sử dụng dọc theo khu phi quân sự ở Vĩ tuyến 17 và đường mòn Hồ Chí Minh như một biện pháp trinh sát mặt đất. Nhằm phát hiện các hoạt động vận chuyển của quân đội nhân dân Việt Nam lưu thông qua khu vực này trong thời kỳ chiến tranh Việt Nam. Tuy nhiên công trình đã phá sản từ sau năm 1968, sau khi quân đội nhân dân Việt Nam mở cuộc Tổng tiến công Mậu Thân và cuộc tấn công căn cứ khe Sanh

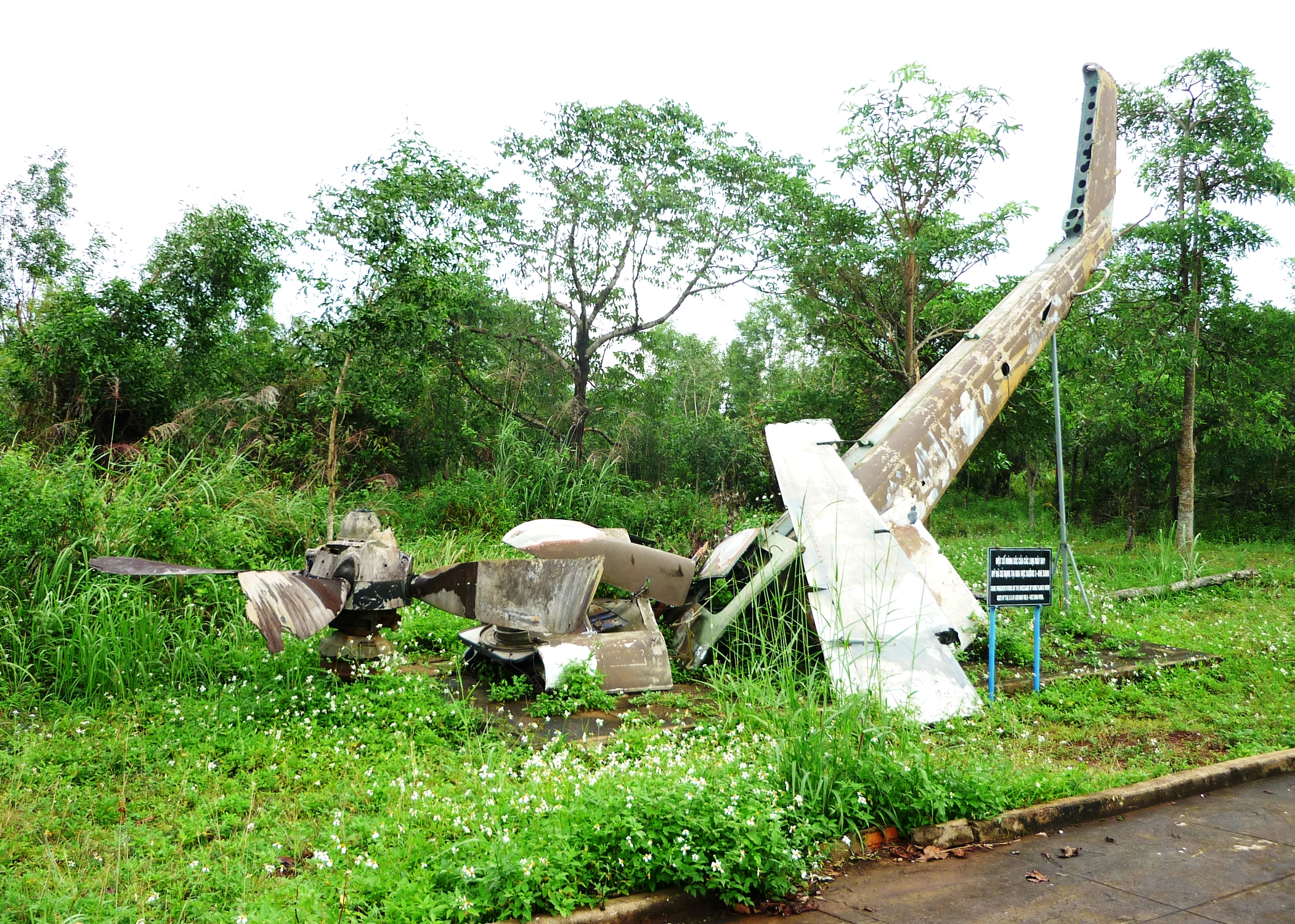
Xác máy bay Mỹ bị bắn rơi ở Khe Sanh

Đặc biệt ghi dấu ở vùng đất này chính là Trận Khe Sanh: hay còn gọi là chiến dịch đường 9-khe sanh kéo dài 4 đợt chính (căn cứ theo lịch sử Việt Nam)
- Đợt 1 (20/1-07/02) Quân đội nhân dân Việt Nam diệt cứ điểm Làng Vây (một cứ điểm của quân đội Mỹ đóng tại địa bàn Khe Sanh) và được biết đến là trận Làng Vây
- Đợt 2 (08/02-31/03): Chiến dịch phát triển vây lấn và tấn công vào căn cứ Khe Sanh. Đánh chặn một số trận khác chặn lực lượng Mỹ ứng cứu cho Khe Sanh
- Đợt 3 (01/4-30/4): đánh quân Mỹ ứng cứu, giải tỏa các khu vực lân cận, triệt phá giao thông trên đường 9
- Đợt 4 (08/5-15/07): Chặn đánh quân đội Mỹ rút chạy khỏi Khe Sanh.

Theo đánh giá thì mục đích chủ yếu của Quân đội Nhân dân Việt Nam khi tiến đánh vào Khe Sanh nhằm đánh lạc hướng cho các hướng tiến công chính trong chiến dịch tết mậu thân 1968, vì vị trí của Khe Sanh là điểm neo của quân đội Mỹ trong đợt uy hiếm đường Hồ Chí Minh và bảo vệ vùng chiến thuật. Đây là trung tâm chỉ huy của hàng rào điện tử MCNamara. Khe Sanh được MỸ xây dựng một tập đoàn phòng thủ khá mạnh, kiên cố, đan xen nhau. Gồm cứ điểm Làng Vây, chi khu Hướng Hoa, cụm cứ điểm phòng ngự sân bay Tà Cơn.
Trận đánh Khe Sanh được xem như là Trận điện Biên Phủ thứ 2 có khả năng thay đổi cuộc chiến tranh tại Việt Nam, cơ bản vì hai trận đánh có nhiều điểm tương đồng nhau:
- Khe Sanh và Điện Biên Phủ đều tiếp giáp với biên giới Việt-Lào, địa hình hiểm trở
- Về tính chất thì cả hai tận đều thu hút được tâm điểm của báo chí nước ngoài, gây sức ép cho đối phương.

Trong truyền thông quốc tế thì Khe Sanh là một địa điểm được nhắc đến trong một vài bài hát Việt Nam và cũng là tựa đề của một bài hát về những đắng cay mà lính Úc đã phải chịu đựng ở khu quân sự này của nhóm nhạc rock Cold Chisel (dù đã có rất ít binh lính nước này tham chiến tại Khe Sanh suốt trong thời gian họ ở Việt Nam). Trong bài diễn văn tại lễ nhậm chức ngày 20/1/2009, Tổng thống Mỹ Obama cũng đã nhắc đến Khe Sanh như một hành động vinh danh những người Mỹ hy sinh vì nước.

## Đặc sản

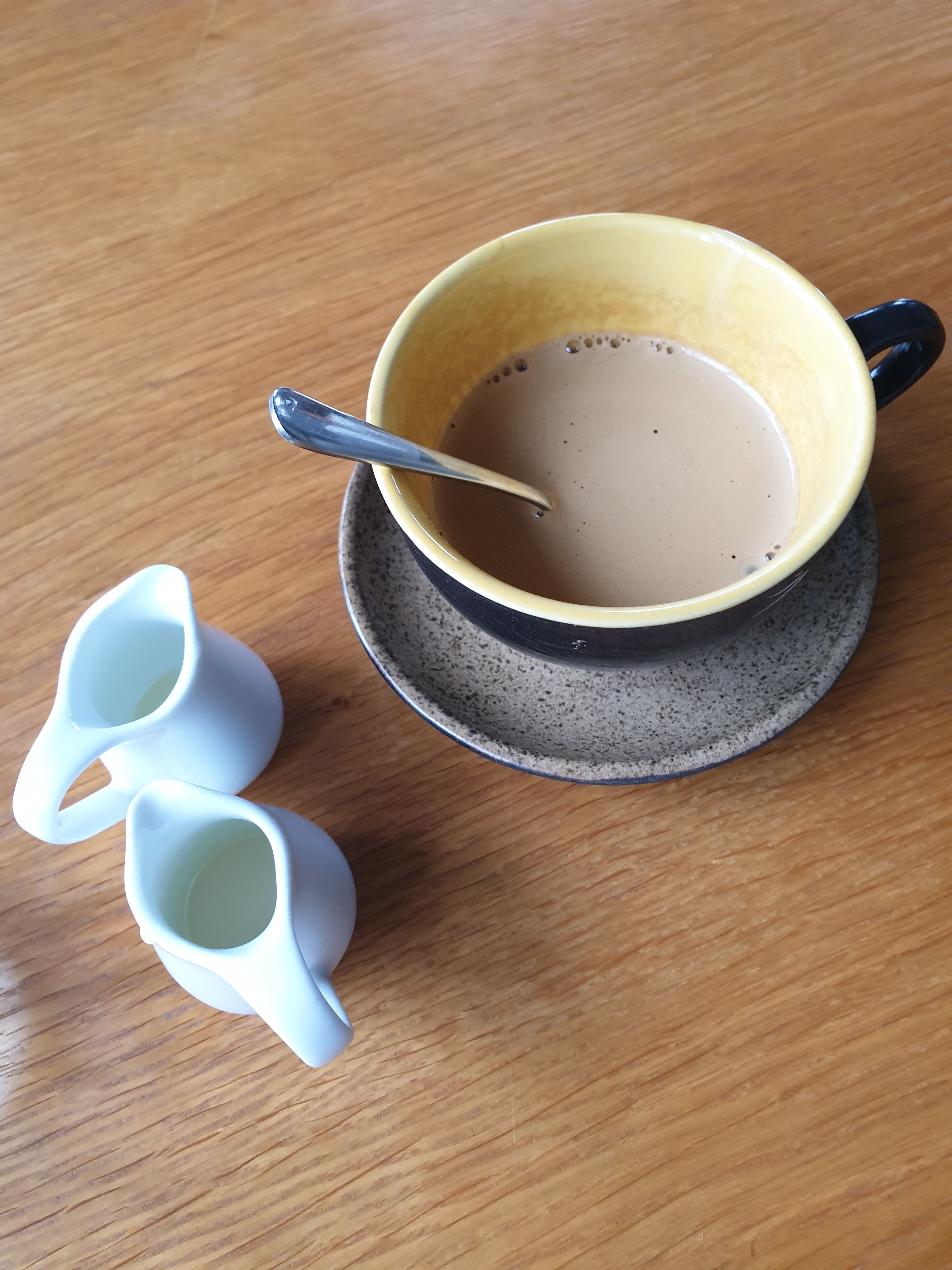
Cà phê Khe Sanh ở Đông Hà

Khe Sanh trở thành một địa danh gắn liền với cây cà phê cách đây hơn 100 năm tại Quảng Trị, khi có các đồn điền do người Pháp lập ra. Và cho đến nay, cà phê Khe Sanh vẫn nổi tiếng thơm ngon đặc biệt, toàn bộ cà phê của Hướng Hóa đều gọi chung là cà phê Khe Sanh. Hiện nay, huyện Hướng Hóa là vùng trồng cà phê chủ yếu của tỉnh Quảng Trị và khu vực miền Trung với 5.000 ha cà phê chè caktimor, hơn 8.000 hộ gia đình tham gia sản xuất, trong đó phần lớn là đồng bào dân tộc Pa Kô, Vân Kiều. Hằng năm cho sản lượng khoảng 50.000 tấn cà phê quả tươi, giá trị kinh tế ước đạt trên 300 tỷ đồng/năm, cà phê trở thành một loại cây công nghiệp chủ lực và chiếm tỷ trọng lớn đối với ngành nông nghiệp của địa phương miền núi này. Theo quảng cáo thì sản phẩm cà phê hòa tan của Vinacafé là sự tổng hợp của 08 loại hạt được tuyển chọn từ hạt cà phê của 8 vùng đặc sản ở Việt Nam trong đó có cà phê Khe Sanh.
Năm 1998, Thủ tướng Chính phủ ban hành quyết định quy chế khuyến khích phát triển kinh tế và thương mại Lao Bảo với mục đích đưa Quảng Trị đi lên. Từ đó quy hoạch, định hướng đã được lấp với vùng đất phủ rộng bao gồm thị trấn Lao Bảo, thị trấn Khe Sanh cùng các xã: Tân Thành, Tân Long, Tân Lập, Tân Liên, Tân Hợp huyện Hướng Hóa, tỉnh Quảng Trị. Từ đó cà phê khe sanh lại càng ngụt ngàn hơn. Toàn huyện Hướng Hóa có khoảng 5.000 ha cà phê (chủ yếu là cà phê chè), được trồng tại Khe Sanh, Hướng Phùng, Hướng Tân, Pa Tầng và Húc. Thời hoàng kim của cà phê vùng này là vào khoảng những năm 2004-2008, khi giá cà phê từ 13.000-14.000 đồng/kg và chưa xuống dưới 10.000 đồng/kg. Năm nào người trồng cà phê cũng lãi.
Nhưng sau giai đoạn đó, người trồng cà phê thất thế. Từ năm 2011 đến nay, giá cà phê trung bình ít khi vượt mức 7.000 đồng/kg. Mùa vụ giữa năm 2012, người trồng cà phê ở Hướng Hóa lao đao vì cà phê đã mất mùa lại còn rớt giá. Nhiều nông dân cho hay, chưa có năm nào năng suất lại xuống thấp như năm đó vì thời tiết không thuận lợi, bệnh khô cành, rệp sáp, sâu đục thân hoành hành. Vì thế, giá cà phê chỉ từ 6.000-7.000 đồng/kg, thu nhập chỉ đủ để trả tiền phân bón, nhân công. Đến niên vụ 2013, tình hình càng tồi tệ hơn bởi dù được mùa (năng suất đạt 15 tấn/ha) nhưng giá rớt mạnh, còn có 3.000 đồng/kg. Tại các vườn cà phê Hướng Hóa thời điểm đó dù cà phê chín đỏ vườn, nhưng chủ vườn không hái. Tới năm 2014 và đầu năm nay, đã có không ít người không còn kinh doanh. Một số không chăm sóc vườn cây cà phê, trái chín rộm cũng không gọi người hái. Một số thẳng tay chặt bỏ hết cà phê để chuyển sang trồng tiêu, sắn và các loại hoa màu khác.
Song cà phê Khe Sanh vẫn đang cố gắng phát triển và giữ vững thương hiệu cho mình, cà phê vùng Khe Sanh đã có mặt trên bản đồ thị trường trong nước, được người tiêu dùng nước ngoài chọn lựa. Chiến lược tái canh hiệu quả cây cà phê chè (Arabica) trên địa bàn huyện Hướng Hóa là một trong những nội dung cấp bách của tái cơ cấu ngành nông nghiệp đang được tỉnh Quảng Trị quyết tâm thực hiện để giữ thương hiệu cà phê Khe Sanh có được tầm vóc quốc tế. Cơ chế chính sách hỗ trợ tái canh là nhà nước hỗ trợ tối đa 80% giá giống cà phê và giống cây ngắn ngày trồng xen kẻ phục vụ tái canh. Trong đó ngân sách tỉnh hỗ trợ 30%, ngân sách huyện hỗ trợ 50%.

## Hình ảnh

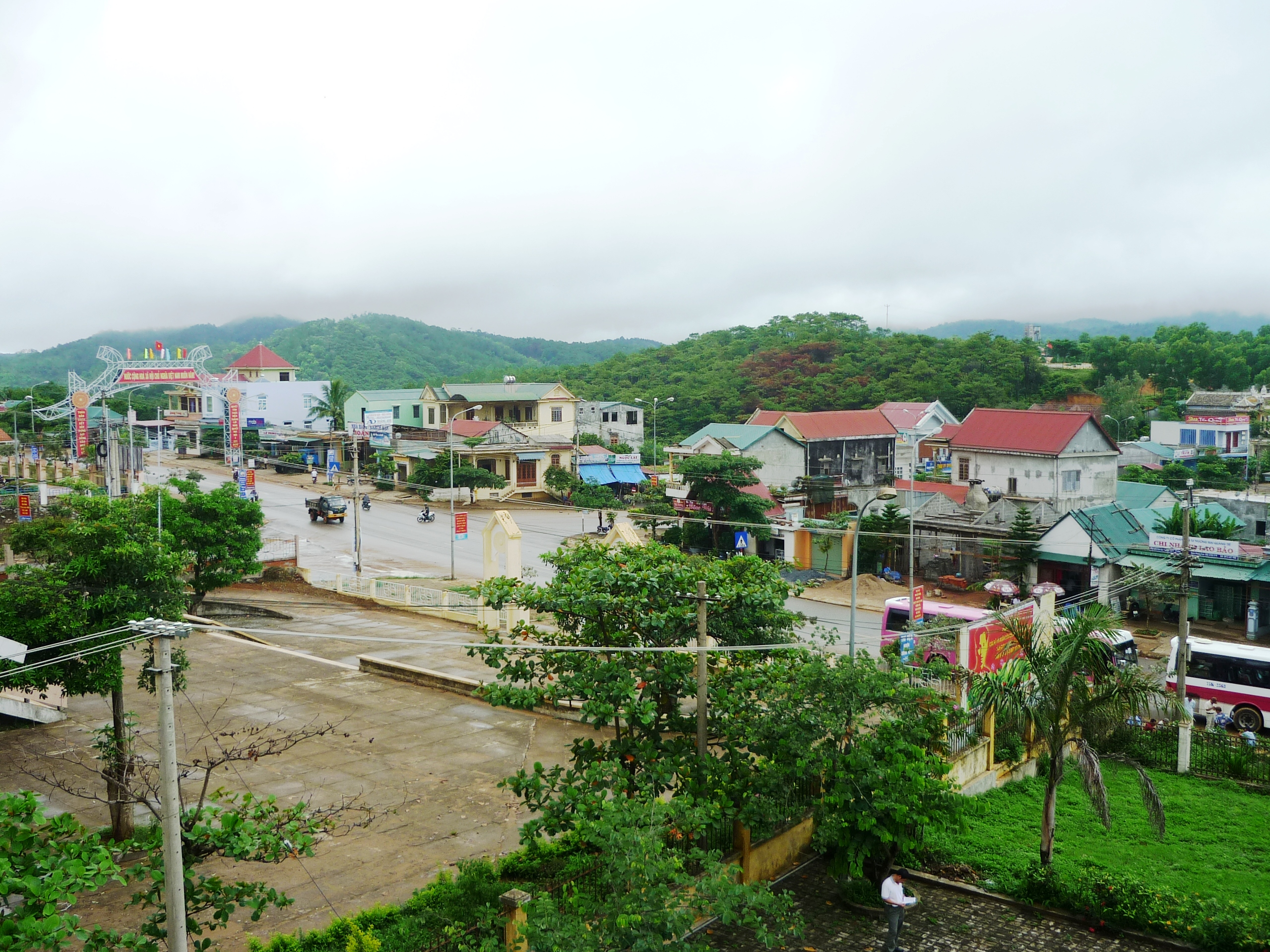
Một góc thị trấn Khe Sanh
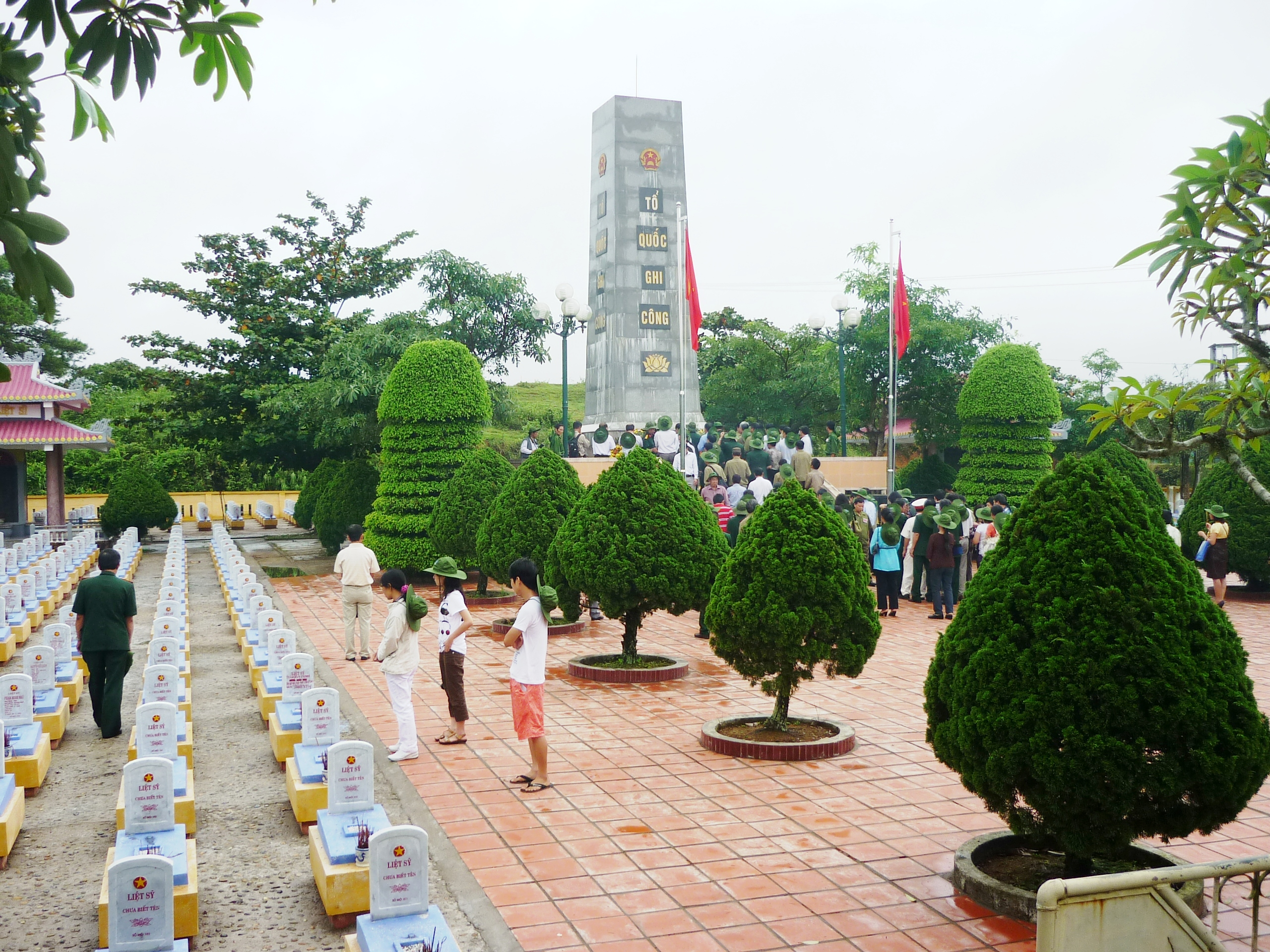
Nghĩa trang liệt sĩ Khe Sanh
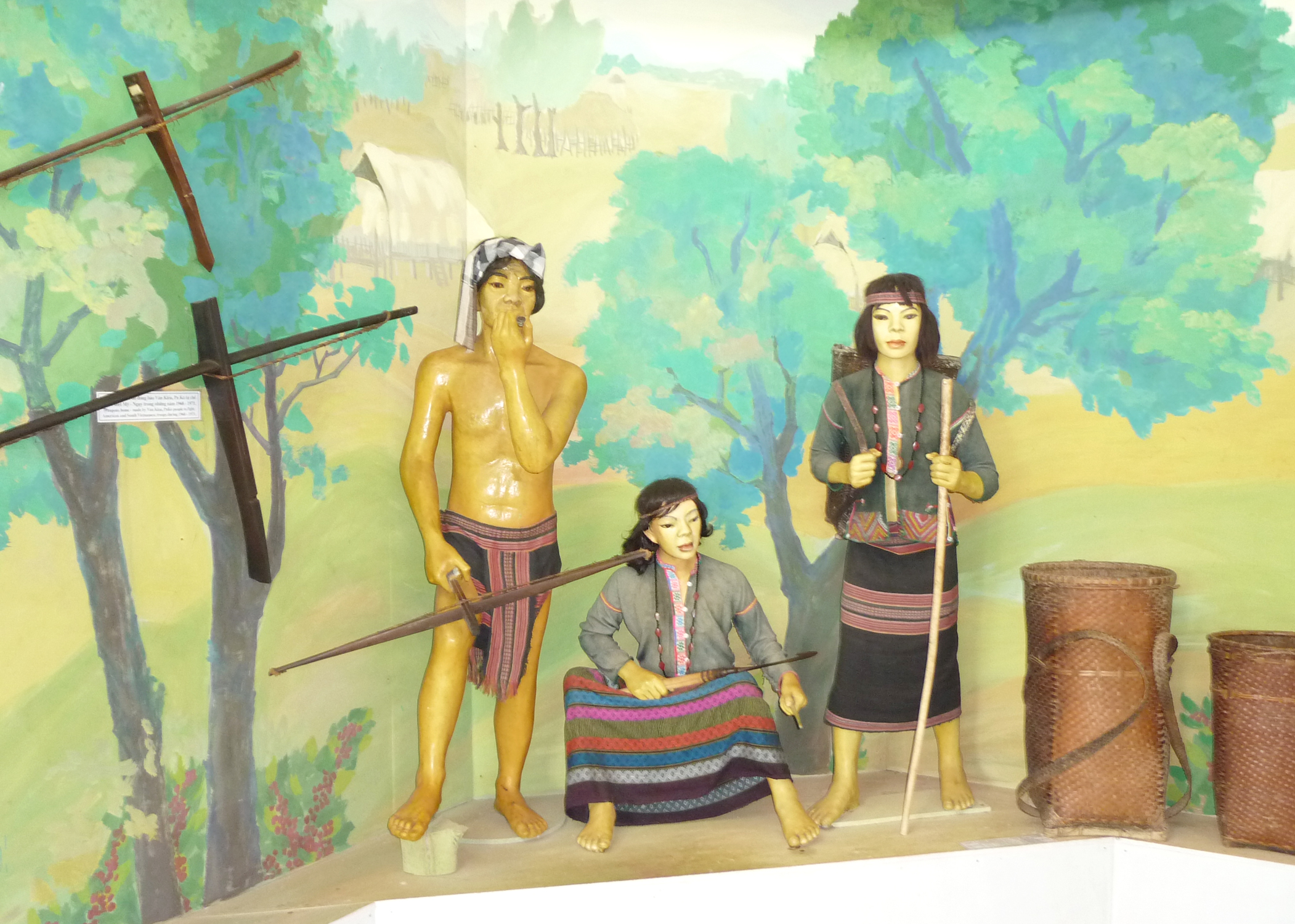
Người Bru - Vân Kiều tại nhà bảo tàng Khe Sanh
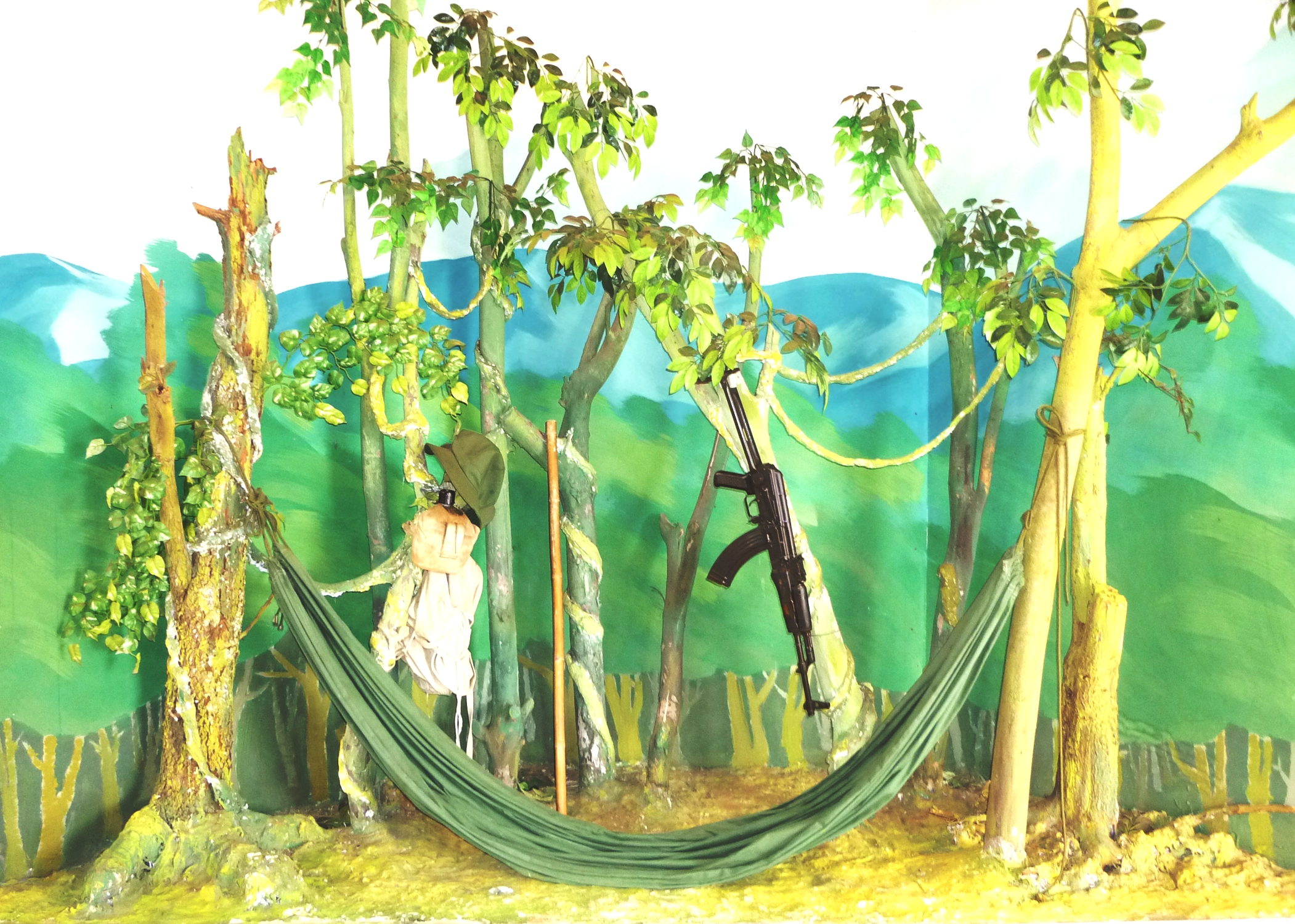
Chiếc võng Trường Sơn